# Investigación de corrupción a Sebastian Kurz

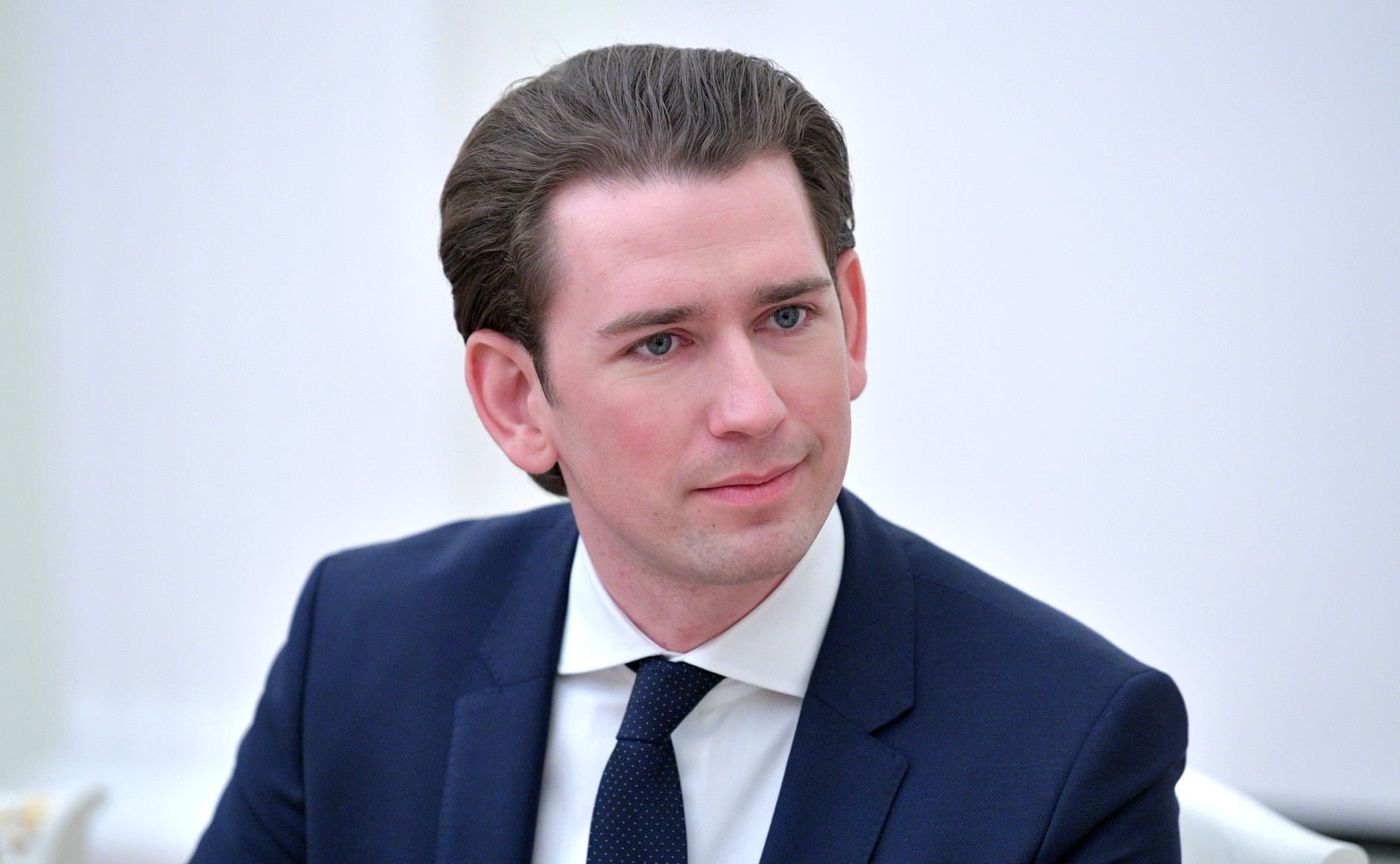
Sebastian Kurz, 2018

El 6 de octubre de 2021, los fiscales austríacos anticorrupción llevaron a cabo una redada en las oficinas del canciller Sebastian Kurz, la sede del Partido Popular Austríaco (ÖVP) y el Ministerio Federal de Finanzas. Kurz había sido acusado de malversación y soborno  junto con nueve políticos y ejecutivos de periódicos de alto perfil. Según los fiscales, el dinero público se había utilizado indebidamente en 2017 para financiar encuestas de opinión con motivaciones políticas y ocasionalmente manipuladas, y la financiación se canalizaba a través de anuncios en el periódico Österreich en nombre del Ministerio Federal de Finanzas. Las encuestas publicadas, con un índice de aprobación ficticio de solo el 18% para el ÖVP, tenían por objetivo contribuir a la renuncia del entonces líder del partido Reinhold Mitterlehner y al ascenso de Kurz, lo cual finalmente se produjo. 
Como resultado de la redada, Kurz recibió fuertes críticas de su socio menor de coalición, Los Verdes-La Alternativa Verde, así como de la oposición. El vicecanciller y líder de los Verdes, Werner Kogler, declaró que Kurz "ya no puede ocupar el cargo".
El 9 de octubre de 2021, Kurz anunció su renuncia, con Alexander Schallenberg como su reemplazo. Como resultado de la renuncia, Kogler anunció su intención de continuar la coalición gobernante.

## Lista de acusados
- Sebastian Kurz, entonces ministro de Relaciones Exteriores, actual Canciller Federal
- Wolfgang Fellner, editor del periódico Österreich
- Helmuth Fellner, director financiero del periódico Österreich, hermano de Wolfgang Fellner
- Thomas Schmid, entonces secretario general del Ministerio de Finanzas
- Stefan Steiner, entonces secretario general del ÖVP
- Gerald Fleischmann, oficial de prensa de Sebastian Kurz
- Johannes Frischmann, entonces portavoz de prensa del ministro de Finanzas, hoy del Canciller
- Sophie Karmasin, encuestadora, entonces ministra de Familia
- Sabine Beinschab, investigadora de opinión, fundadora del instituto de investigación de mercado Research Affairs
- Johannes Pasquali, Jefe de Relaciones Públicas del Departamento de Finanzas

El entonces ministro de Finanzas, Hans Jörg Schelling, no está entre los sospechosos. Después de una verificación inicial de sospechas, las autoridades asumieron que los procesos se llevaron a cabo sin su conocimiento.